# 30 Rock: A XXX Parody
30 Rock: A XXX Parody — американский сатирический порнографический фильм режиссёра Ли Рой Майерса. Фильм был выпущен 24 августа 2009 года компанией New Sensations. Картина является пародией на телевизионный сериал «Студия 30». Лиза Энн, снявшаяся в роли Сары Пэйлин в пародии Who’s Nailin’ Paylin?, сыграла роль Лиз Лемон в оригинальном сериале роль которую играет Тина Фей и которая сама пародировала Пэйлин в передаче Saturday Night Live.
Сюжет фильма основан вокруг комедийного телевизионного шоу TCS with Trey Jordan, главный сценарист которого Лиз Лемон для повышения рейтинга добавляет в него больше секса. Фильм состоит из пяти сцен: сцена между руководителем телесети Джейком (Хершель Сэвидж) и ассистенткой Кариной (Эви Делатоссо), секс между актрисой Дженни (Эшлин Брук) и писателем, чтобы он написал роль для неё. Фильм завершается показом записи секса между Лимон и Дэнни (Джеймс Дин), которая случайно была пущена в прямой эфир.
Обозреватель Adult Video News описал фильм как «вежливо написанный и иногда скучный для комедии», однако похвалил актёрскую игру Бишопа, Эшли Брук и Пола Вудкреста. Сравнивая игру Лизы Энн в фильме Who’s Nailin' Paylin? и 30 Rock: A XXX Parody, обозреватель написал: «к сожалению, смешнее когда Лиза пытается быть серьёзной, чем когда пытается быть смешной». Критик XBIZ отметил, что «основный исполнители действительно хороши», а персонаж Трей Джордан (Бишоп) «смешной». New York Magazine так прокомментировали фильм: «это на самом деле шокирует, насколько правдиво относительно этого шоу все показано… Кто-то там в порно-индустрии хорошо сделал свою домашнюю работу про 30 Rock».
Рассказывая о своём персонаже, Эшли Брук сказала: «Мой персонаж очень похож на меня, мудрый юмором». Лиза Энн добавила: «Я большой поклонник Тины Фей, поэтому играть её в 30 Rock было невероятно… Эта роль была самой весёлой в моей карьере и я не могу дождаться, что же будет дальше!».

## Награды и номинации
Победы
- 2010 AVN Award — Лучшая сцена парного секса (Эми Рид и Ральф Лонг)[8]

Номинации
- 2010 AVN Award — Лучший актёр (Хершель Сэвидж)[9]
- 2010 AVN Award — Лучшая актриса второго плана (Эшлин Брук)[9]
- 2010 AVN Award — Лучшее исполнение не связанное с сексом (Бишоп)[9]
- 2010 AVN Award — Лучшее исполнение не связанное с сексом (Пол Вудкрест)[9]
- 2010 AVN Award — Лучшая сцена триолизма (Лана Вайолет, Ребека Линарес и Эрик Эверхард)[9]
- 2010 AVN Award — Лучший макияж (Мария и Гленн Альфонсо)[9]
- 2010 AVN Award — Лучшая онлайн маретинговая кампания (индивидуальный проект)[9]
- 2010 AVN Award — Лучшая секс-пародия[9]
- 2010 XBIZ Award — Режиссёр года (индивидуальный проект) (Ли Рой Майерс)[10]
- 2010 XBIZ Award — Лучший актёр — полнометражный фильм (Хершель Сэвидж)[10]
- 2010 XBIZ Award — Маркетинговая кампания года[10]
- 2010 XBIZ Award — Пародийный релиз года[10]